# Betsiboka

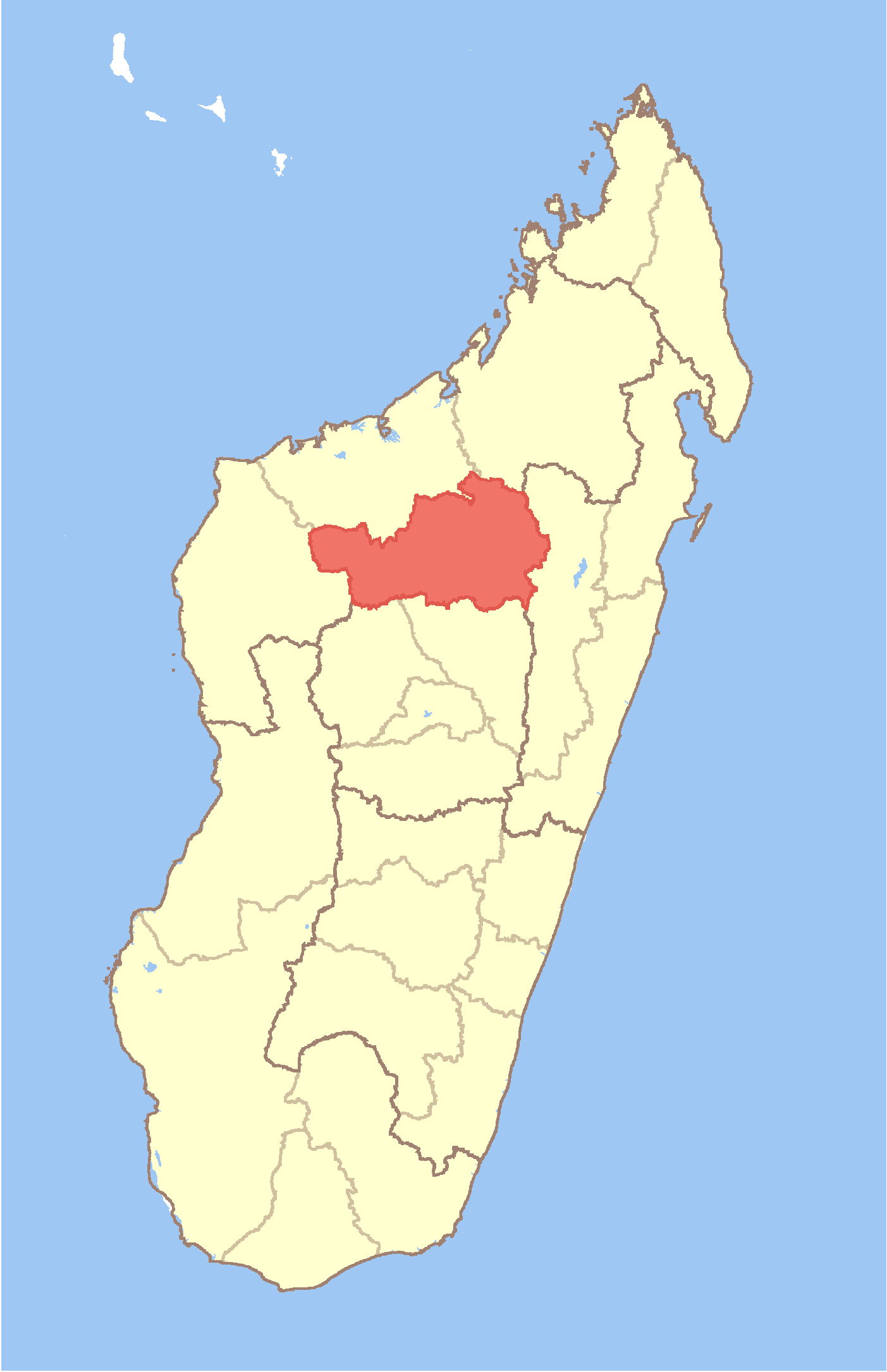
Localisação da região Betsiboka em Madagascar.

Betsiboka é uma região de Madagáscar localizada na província de Mahajanga. Sua capital é a cidade de Maevetanana.

## Administração
Essa região é dividido em 3 distritos:
- Distrito de Kandreho
- Distrito de Maevatanana
- Distrito de Tsaratanana

### Enlaço externo
- (em francês) Site oficial da região de Besiboka